# Dây thần kinh gai thắt lưng
Các dây thần kinh gai thắt lưng hay các dây thần kinh T1 - T5 là năm cặp dây thần kinh thoát ra từ đốt sống thắt lưng. Chúng đều có rễ trước và rễ sau. Các dây thần kinh gai thắt lưng được đặt tên T1, T2, T3, T4 và T5. 

## Cấu trúc
Có 5 đôi dây thần kinh gai thắt lưng thoát ra từ hai bên của các đốt sống thắt lưng. Mỗi đôi dây thần kinh gai thắt lưng có các nhánh trước (rễ) và nhánh sau. 

## Phân nhánh
Các dây thần kinh gai L1-L5 đều là dây thần kinh thuộc đoạn thắt lưng của tủy gai. Các dây này luồn ra từ dưới đốt sống cùng tên, qua lỗ gian đốt sống giữa đốt sống đó và đốt sống dưới đó (ví dụ, dây thần kinh gai L1 luồn ra từ giữa đốt sống L1 và L2). Các dây thần kinh gai thắt lưng luồn ra từ các đốt tủy thắt lưng, các đốt tủy này nằm trong đốt sống T11 - L1. Ở các đốt tủy tủy thắt lưng có cấu trúc phình thắt lưng. 

### Dây thần kinh gai L1
L1 có thể một mình hoặc kết hợp với các thần kinh khác tham gia chi phối cho:
- cơ vuông thắt lưng
- cơ thắt lưng chậu

### Dây thần kinh gai L2
L1 có thể một mình hoặc kết hợp với các thần kinh khác tham gia chi phối cho:
- cơ vuông thắt lưng
- cơ thắt lưng chậu

### Dây thần kinh gai L3
L3 có thể một mình hoặc kết hợp với các thần kinh khác tham gia chi phối cho:
- cơ vuông thắt lưng
- cơ thắt lưng chậu
- cơ bịt ngoài

### Dây thần kinh gai L4
L4 có thể một mình hoặc kết hợp với các thần kinh khác tham gia chi phối cho:
- cơ vuông thắt lưng
- cơ mông nhỡ
- cơ mông bé
- cơ căng mạc đùi
- cơ bịt ngoài
- cơ sinh đôi dưới
- cơ vuông đùi
- cơ chày trước

### Dây thần kinh gai L5
L5 có thể một mình hoặc kết hợp với các thần kinh khác tham gia chi phối cho:
- cơ mông lớn (chi phối chủ yếu bởi S1)
- cơ mông nhỡ
- cơ mông bé
- cơ căng mạc đùi
- cơ chày trước
- cơ chày sau
- cơ duỗi các ngón chân ngắn
- cơ duỗi ngón cái dài